# Juan Babauta

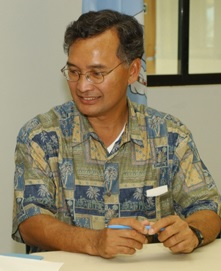
Juan Babauta, 2002

Juan Nekai Babauta (* 7. September 1953 auf Saipan) ist ein US-amerikanischer Politiker. Zwischen 2002 und 2006 war er Gouverneur der Nördlichen Marianen.

## Werdegang
Juan Babauta besuchte die Grundschule in seiner Heimat. Danach absolvierte er bis 1972 die Enosburgh Falls High School in Vermont. Dabei lebte er dort drei Jahre lang bei einer Gastfamilie auf einer Milchfarm. Anschließend studierte er während der Sommersemester bis 1976 am Johnson State College in Johnson. An der Eastern New Mexico University studierte er amerikanische Geschichte und politische Wissenschaften. Er beendete seine Ausbildung mit einem Studium des Gesundheitswesens an der University of Cincinnati.
Nach seiner Rückkehr in seine Heimat arbeitete Babauta im Bereich Gesundheitsvorsorge (Health Planner). Zwischen 1979 und 1986 leitete er als Executive Director diese Behörde. Politisch schloss er sich der Republikanischen Partei an. Zwischen 1986 und 1990 saß er im Senat der Nördlichen Marianen. Zeitweise war er dort Vorsitzender des Finanzausschusses und republikanischer Fraktionsführer. Er leitete auch den Ausschuss für Gesundheit, Bildung und Wohlfahrt sowie das Committee on Rules and Procedures. Zwischen 1990 und 2002 vertrat er als Resident Representative die Nördlichen Marianen in der Bundeshauptstadt Washington, D.C.
Im Jahr 2001 wurde Juan Babauta als Nachfolger von Pedro Tenorio zum Gouverneur seiner Heimat gewählt. Dieses Amt bekleidete er zwischen dem 14. Januar 2002 und dem 9. Januar 2006. Im Jahr 2005 wurde er nicht bestätigt. Vier Jahre später strebte er erfolglos die Nominierung seiner Partei für die Gouverneurswahlen des Jahres 2009 an. Zwischen 2007 und 2009 gab er das Homeland Magazine heraus. 2010 kandidierte er für das Amt des nicht stimmberechtigten Kongressdelegierten, doch er unterlag Gregorio Sablan.